# Булгарски национален конгрес
„Прабългарски национален конгрес“ (на руски: Булгарский национальный конгресс), съкратено ПНК, е организация на „прабългаристи“ (волжки татари, възприемащи се за съвременни волжки прабългари) в Казан, столицата на Република Татарстан в Руската федерация.
Създаден е на конгрес на „прабългаристите“ в СССР на 9 юни 1990 година. Неин несменяем председател е Гусман Халилов.
Членовете на БНК са последователи на прабългаризма и считат себе си за потомци на волжките прабългари (северния клон на прабългарите) и се самонаричат прабългари или по-рядко прабългаристи. Наричат татаристи своите опоненти (отстояващи тези за тюркски или монголски произход на съвременните татари чрез Златната орда, покорила Волжка България), поради което те са определяни като прабългаристи.

## Основаване
Организацията е предшествана от клуба на любителите на историята на родния край „Булгар-аль-Джадид“ (Новый Булгар) при музея на Габдулла Тукай по инициатива на представители от татарската интелигенция (Р. Кадыров, Ф. Г. Нурутдинов), обединени от идеята за възраждане на прабългарските традиции и съзнание.
Регистрирана е в Министерството на правосъдието на Татарстан като Прабългарски национален конгрес (на руски: Булгарский национальный конгресс) на 30 юни 1994 г. Пререгистрирана е от Държавната регистрационна палата при същото министерство като политическо обществено движение „Прабългарски национален конгрес“ (на руски: политическое общественное движение „Булгарский национальный конгресс“) на 4 септември 1998 г.

## Структури
Най-активно се проявяват членовете на БНК в Казан – според Г. З. Халилов през август 1997 г. в Казан съществуват 27 първични прабългарски организации). В градовете местните прабългаристи са сформирали прабългарски общини, които сами по себе си представляват национално-културни автономии.
Организацията има структури и извън пределите на републиката. През 2009 година организацията има около 5000 членове и филиали в 22 града на Русия.

## Дейност
През 2006 г. БНК подава иск срещу Министерството на образованието и науката на Русия поради факта, че в общите учебници по история в Русия се говори само за монголо-татарско нашествие и период на господство на Златната орда, а алтернативните версии изобщо отсъстват или са максимално подценени.